# Metrosideros robusta
Espèce
Classification phylogénétique
Synonymes
- Nania robusta (A.Cunn.) Kuntze in Revis. Gen. Pl. 1: 242 (1891)
- Metrosideros florida Hook.f. in Bot. Mag. 75: t. 4471 (1849), nom. illeg.

Metrosideros robusta, northern rātā en anglais, est une espèce de plantes à fleurs de la famille des Myrtaceae. C'est un arbre endémique de Nouvelle-Zélande.

## Publication originale
- Cunningham A. 1839. XXVI.—Floræ insularum Novæ Zelandiæ precursor; or a specimen of the botany of the Islands of New Zealand. Annals of Natural History ii. 205-214.